# Russell Allen
Russell Allen (Long Beach (Californië), 19 juli 1971) is een Amerikaans zanger. Hij is de huidige leadzanger van de progressieve-metalband Symphony X. Voordat hij zich bij deze band aansloot, zong hij voor Sin River. Sinds 2011 is hij ook leadzanger van de metalband Adrenaline Mob

## Biografie

### Beginjaren
Russell Allen kwam op jonge leeftijd in aanraking met countrymuziek. Hij zong veel samen met zijn grootouders. Toen hij vijf jaar oud was gaf hij zijn eerste optreden voor een live publiek. Op de highschool deed hij vaak mee aan talentenjachten. Allen was tevens geïnteresseerd in het bespelen van muziekinstrumenten. Zijn eerste pogingen betroffen de klarinet en de drums. Hij stopte hier al snel mee en nam pianolessen. Een jaar lang speelde Allen piano, waarna hij de gitaar ontdekte en zeven jaar lang gitaarlessen nam.
Zijn grootste liefde was nog steeds de zang. Hij heeft niet altijd in bands gezongen. Bovendien zijn de muziekgenres die hem beïnvloedden zeer gevarieerd.

### Symphony X
Allen werd ontdekt door Rod Tyler, de voormalige zanger van Symphony X. Samen met de toenmalige basgitarist van de band, Thomas Miller, stelde Tyler hem voor aan Michael Romeo, de gitarist van de band. Tyler was van plan om te stoppen en dacht dat Allen een goede vervanger zou zijn. Symphony X was voor hem een erg nieuwe tak van muziek. Metal was compleet anders dan de muziek die hij daarvoor kende, maar toch voelde Allen zich aangetrokken tot de band vanwege het muzikale talent dat hij in de bandleden zag. Allen claimt ook dat de band hem veel nieuwe kanten van de zang heeft laten ontdekken. De stijl van de band is ook veranderd met de komst van hun nieuwe zanger; de muziek heeft meer klassieke invloeden gekregen.

### Nevenprojecten
Allen heeft als gast meegewerkt aan andere muziekprojecten, waaronder Ayreon en Star One van Arjen Lucassen. In 2005 vormden hij en zanger Jorn Lande een duo onder de naam Allen / Lande. Dit tweetal heeft tot nu toe vier albums geproduceerd: The Battle (2005), The Revenge (2007), The Showdown (2010) en The Great Divide (2014). In 2010 verzorgt hij de gastzang op "Sweet Curse", een rustige maar heftige ballade, afkomstig van het debuutalbum van ReVamp (de tweede band van Nightwish-zangeres Floor Jansen welke ze oprichtte na het uiteenvallen van After Forever).

## Discografie

### Solo
- Russel Allen's Atomic Soul (2005)

### Symphony X
- The Damnation Game (1995)
- The Divine Wings of Tragedy (1997)
- Twilight in Olympus (1998)
- Prelude to the Millennium (1998)
- V - The New Mythology Suite (2000)
- Live on the Edge of Forever (2001)
- The Odyssey (2002)
- Paradise Lost (2007)
- Iconoclast (2011)
- Underworld (2015)

### Ayreon
- Flight of the Migrator (2000)
- The Source (2017)

### Star One
- Space Metal (2002)
- Live On Earth (2003, livealbum)
- Victims of the Modern Age (2010)
- Revel in Time (2022)

### Allen/Lande(metJørn Lande)
- The Battle (2005)
- The Revenge (2007)
- The Showdown (2010)
- The Great Divide (2014)

### Genius - A Rock Opera
- Episode 2: In Search of the Little Prince (2004) as The Dream League Commander

### Avantasia
- The Wicked Symphony (2010)
- Angel of Babylon (2010)

### ReVamp
- ReVamp - Guest vocals on Sweet Curse (2010)

### Adrenaline Mob
- Adrenaline Mob (ep) (2011)
- Omertà (2012)
- Covertà (ep) (2013)
- Men of Honor (2014)
- Dearly Departed (ep) (2015)
- We the People (2017)